# Green Reef
Das Green Reef (aus dem Englischen übersetzt Grünes Riff) ist eine Gruppe niedriger Klippenfelsen im Palmer-Archipel vor der Westküste des Grahamlands im Norden der Antarktischen Halbinsel. Das Riff liegt im Neumayer-Kanal unmittelbar östlich des Green Spur auf der Anvers-Insel.
Die Besatzung der Sloop HMS Snipe unter Kapitän John Graham Forbes kartierte es im Januar 1948 und benannte es in Anlehnung an die deskriptive Benennung des benachbarten Green Spur.